# Groisz Gusztáv (politikus)

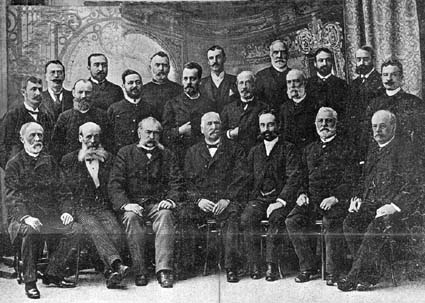
A KAC becsületbírósága 1890-ben, Kolozsvár (balról jobbra, ülnek: Albach Géza, dr. Haller Károly, Girsik János, br. Josika Lajos, br. Josika Gábor, Szigethy Miklós, Haller Rezső; állnak, első sor: gr. Lázár István, dr. Groisz Gusztáv, gr. Béldi Ákos, Concha Győző, Inczédy Sámuel, Gyarmathy Miklós, Deáky Albert; második sor: Kővári Mihály, Matskási Pál, Héczei Lajos, Varró László, gr. Esterházy Kálmán, dr. Baintner Hugó, dr. Felméri Lajos. 1890

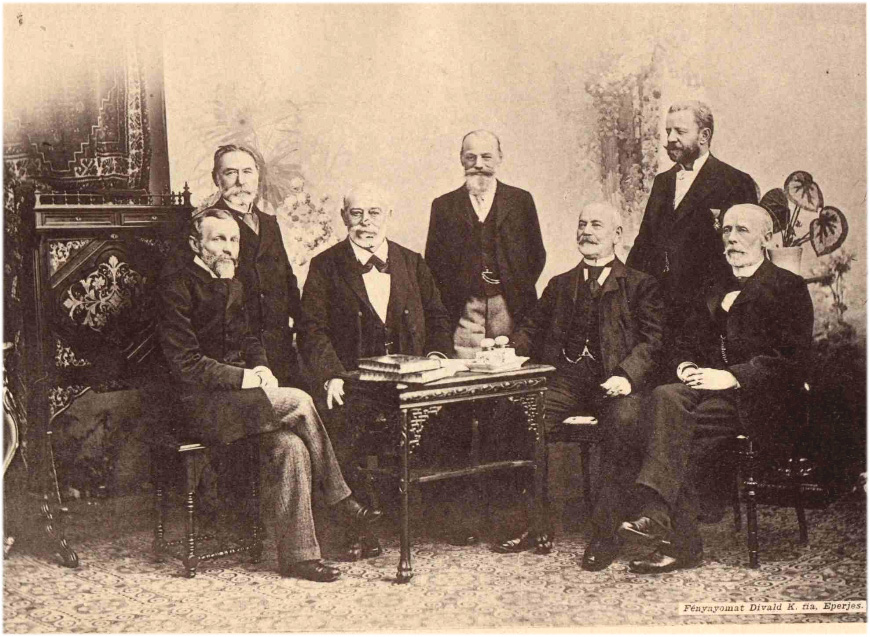
Állnak (balról jobbra): Gámán Zsigmond, Groisz Gusztáv, Kiss Sándor (igazgató) Ülnek (balról jobbra): Sigmond Dezső (alelnök), Finály Henrik (elnök), Korbuly Bogdán, Albach Géza

Groisz Gusztáv (Kolozsvár, 1811. március 20. – Kolozsvár, 1874. április 7.) konzervatív politikus, Kolozsvár főbírája 1847–1849 között, Groisz Gusztáv jogász apja.

## Életpályája
A középiskola elvégzése után jogi tanulmányokat folytatott a kolozsvári római katolikus líceumban. 1830-tól az erdélyi királyi főkormányszéknél viselt hivatalt, majd 1837-ben Kolozsvár főjegyzőjévé választották.
1847-től 1849 végéig a város főbírói tisztét töltötte be. 1848 novemberére Erdély egyre nagyobb területe állt osztrák katonai kormányzás alatt, az ellenséges haderő Kolozsvárt is több irányból fenyegette. Miután a város védelmére kirendelt 51. kolozsvári gyalogezred parancsnoka, Baldacci Manó tábornok elrendelte Kolozsvár kiürítését, a város közgyűlése a feladás mellett döntött. Az erről szóló szerződés aláírására Mikó Imre és Groisz Gusztáv, illetve Puchner tábornok között került sor november 17-én. A város így mentesült a fosztogatástól, viszont 210 000 pengőforint hadisarcot kellett fizetnie.
1850-től 1861-ig kerületi főnök volt Marosvásárhelyt, Nagyszebenben, Szilágysomlyón. Az erdélyi királyi főkormányszék reaktiválásakor tanácsossá és csakhamar alelnökké nevezték ki, s annak feloszlatásakor beosztották a belügyminisztériumba, ahol 1872-ben helyettes államtitkár volt. 1848 előtt két ízben képviselte Kolozsvárt az erdélyi országgyűlésen. 1872-ben pedig Szászsebes országgyűlési képviselőjének választották. Tevékeny tagja volt az Erdélyi Római Katolikus Státusnak.
Érdemeiért a császár a Ferenc József-renddel és a Lipót-rend kis keresztjével tüntette ki; a forradalom leverése után passzív ellenállásba vonult erdélyi magyarság többsége azonban megvetette és árulónak tekintette.